# Clovis Frédéric Terraire
Clovis Frédéric Léopold Terraire (né le 14 novembre 1858 à Marseille et mort le 2 avril 1931 à Lyon) est un peintre et musicien français.

## Biographie
Clovis Frédéric Léopold Terraire est le fils de Toussaint Frédéric Terraire et de Victorine Ladoux.
En 1884, il épouse Marie Albertine Cnudde, artiste lyrique, le couple vit à Lyon.
Il expose au Salon de Lyon ainsi qu'au Salon des artistes français, recevant une mention honorable en 1905, une médaille de troisième classe en 1908, et remportant le Prix Rosa-Bonheur en 1927.